# Konfuzio (software)
Konfuzio es un software API de captura de datos desarrollado por Helm & Nagel GmbH.
El programa se ejecuta en Linux y la primera versión se lanzó como Producto viable mínimo en 2018 con fondos aportados por una asociación bancaria alemana. En 2020 el software se instaló en grandes compañías de seguros y el Banco Central Alemán informa de que utiliza Konfuzio para analizar documentos de texto, tal y como revelan los informes de la Oficina Federal de Administración. El 9 de julio de 2021, Microsoft publicó tres conectores en "Microsoft Power Platform" en todo el mundo excepto para las regiones Azure Government, Azure China, US Department of Defense (DoD).

## Historia
Helm & Nagel se fundó en 2016 y lanzó Konfuzio en 2018. En 2020, Helm & Nagel GmbH recibió el premio Digital Champions Award 2020 para pymes alemanas de Deutsche Telekom y Wirtschaftswoche en la categoría "Procesos y organización digitales", así como el premio al "Mejor campeón regional" y el premio al líder digital en Hesse (Alemania). En 2021, la incubadora F10 seleccionó a Helm & Nagel GmbH como una de las 12 empresas emergentes de un total de 384 solicitudes en todo el mundo.